# Munirite
La munirite è un minerale.